# Стаб'яччю
Стаб'яччю (фр. Stabiacciu корс. Stabiacciu) — річка Корсики (Франція). Довжина 17,8  км, витік знаходиться на висоті 239  метрів над рівнем моря на схилах пагорба-гори Бокка ді Сарді (Bocca di Sardi) (256 м). Впадає в Середземне море.
Протікає через комуни: Сотта, Фігарі, Порто-Веккіо і тече територією департаменту Південна Корсика та кантонами: Фігарі (Figari), Порто-Веккіо (Porto-Vecchioe)